# Ophionephthys africana
Ophionephthys africana är en ormstjärneart som beskrevs av Boris Ivan Balinsky 1957. Ophionephthys africana ingår i släktet Ophionephthys och familjen trådormstjärnor. Inga underarter finns listade i Catalogue of Life.